# Charaxes homochroa
Charaxes homochroa är en fjärilsart som beskrevs av Le Cerf 1923. Charaxes homochroa ingår i släktet Charaxes och familjen praktfjärilar. Inga underarter finns listade i Catalogue of Life.